# Італійська федерація видів спорту на льоду
Італійська федерація видів спорту на льоду (італ. Federazione Italiana Sport del Ghiaccio, FISG) — організація, яка займається проведенням на території Італії змагань з хокею із шайбою. Утворена у 1908 році, член ІІХФ з 24 січня 1924 року. Об'єднує понад 100 клубів, понад 6,707 зареєстрованих гравців (із них 1,200 дорослих). У країні 11 відкритих майданчиків зі штучним льодом і 9 хокейних залів. Найбільші Палаци спорту у Кортіна д'Ампеццо («Стадіо Олімпіко дель Гьяччо») — 10 000 місць, Мілані («Стадіо дель Гьяччо»), Больцано («Стадіо дель Гьяччо») і Турині — 5000.

## Історія
Перші спроби грати у хокей в Італії за канадськими правилами були зроблені у 1911 році у Турині ковзанярських клубом «Валентіно» — «Цірколо Паттінаторі Валентіно». Тоді була створена перша хокейна команда. Розвитку гри у країні сприяв і американець італійського походження Леон Куалья, який у 1920-х роках почав пропагувати хокей у Північній Італії. Однак батьком італійського хокею прийнято вважати Франка Ронкареллі, який чимало зробив для того, щоб нова гра стала популярною у країні.
У 1920-х роках в Італії стали створюватися хокейні клуби. Перший хокейний зал побудований у 1924 році у Мілані, а у майданчиків з'явилися господарі — Хокейний клуб «Мілано», культивували раніше роликовий хокей. Число хокейних клубів постійно зростало, і у 1935 році була створена перша національна ліга, до якої увійшли 7 команд. Найпопулярніший став хокей на півночі країни, де на зимових курортах гірських районів багато майданчиків і ковзанок із природним льодом.
В італійських хокейних командах багато іноземних гравців, особливо канадців, італійського походження, які допускалися до ігор за національну збірну. Серйозним гальмом розвитку хокею в Італії була і залишається слабкість національних тренерських кадрів. Майже у всіх командах працюють фахівці із Канади, Великої Британії, США, Чехословаччини.
У 1970-ті роки найсильнішими у країні стали клуби з «нехокейного» у минулому Південного Тіролю: «Валь-Гардена», «Больцано», «Бруніко», «Мерано». У них виступають чимало канадців італійського походження, а також хокеїстів із європейських країн. 

## Турніри
Перший чемпіонат Італії відбувся у 1924—25 роках. Формула проведення чемпіонатів часто змінювалася. У 1970-х і початку 1980-х років 7—9 клубів, як правило, на першому етапі грали у 4 кола, а потім 4—6 найкращих з урахуванням боніфікації — в 2 кола. З 1983—84 років проводилися серії фінальних матчів: спочатку 8—10 команд грали у 2—4 кола, а потім 6—8 найкращих клубів зустрічалися у чвертьфінальних, півфінальних та фінальних матчах (до 3 перемог).
Чемпіони Італії: «Мілан» (Мілан) — 1925—1927, 1930, 1931, 1933, 1934, 1947, 1948 та 1950; «Кортіна» (Кортіна д'Ампеццо) — 1932, 1957, 1959, 1961, 1962, 1964—1968, 1970—1972, 1974 та 1975; «Д'яволі Нері» (Мілан) - 1935, 1936, 1949 та 1953; АМДГ (Мілан) — 1937, 1938 та 1941; «Мілан-Інтер» (Мілан) — 1951, 1952, 1954, 1955 і 1958; «Д'яволі» (Мілан) — 1960, «Больцано» (Больцано) — 1963, 1973, 1977—1979, 1982—1985 , 1988, 1990, 1995—1998, 2000; «Валь-Гардена» (Валь-Гардена) — 1969; «Гардена» (Валь-Гардена) — 1976, 1980 та 1981; «Мерано» (Мерано) — 1986 і 1999; «Варезе» (Варезе) — 1987 та 1989, «Мілан» (Мілан) — 1991, «Девілс» (Мілан) — 1992—1994, «Азіаго» (Азіаго) — 2001,  ХК «Мілано Вайперз» (Мілан) — 2002—2005.

## Гравці та національна збірна
Збірна Італії перший матч на чемпіонаті Європи провела у березні 1924 року у Мілані зі збірною Франції (0:12).
Найкращого результату на чемпіонаті світу збірна Італії досягла у 1994 році (6-е місце), на чемпіонаті Європи — 1929 (4-е), на зимових Олімпійських іграх — у 1956 році (7-е).
Найсильніші гравці Італії різних років: 
- воротарі: В. Болла, Ф. В'яле, Д. Тільяні, Д. Корсі, Девід Дельфіно, Майк Розаті;
- захисники: А. Фонтана, Д. Паскуалотто, Б. Манно, Н. Гассер, Е. Костнер, М. Амодео, Д. К'ярсіа, Д. Белліо, Д. Томассоні, М. Маструлло, Р. Нарделла, К. Бартолоне, Л. Інсам, Р. Оберраух;
- нападники: Р. Де Тоні, Е. Кротті, Д. Браудуарді, Р. Де Марчі, А. Інсам, А. Да Рін, Р. Браньяло, М. Майр, М. Павлу, К. Фареллі, Р. Де П'єро, Бруно Дзаррілло, Гаетано Орландо, Мауріціо Мансі, Маріо Кітарроні, Р. Рамозер, Л. Топатіч.